# エルンスト・プリースナー
エルンスト・プリースナー（ドイツ語:Ernst Priesner、1934年5月12日 - 1994年7月19日失踪）は、オーストリアの生物学者。ゼーヴィーズン（英語）のマックス・プランク行動生理学研究所（英語）で性フェロモンの分野を開拓した。昆虫学の分野では、主にハチやチョウの研究を行っていた。

## 生涯

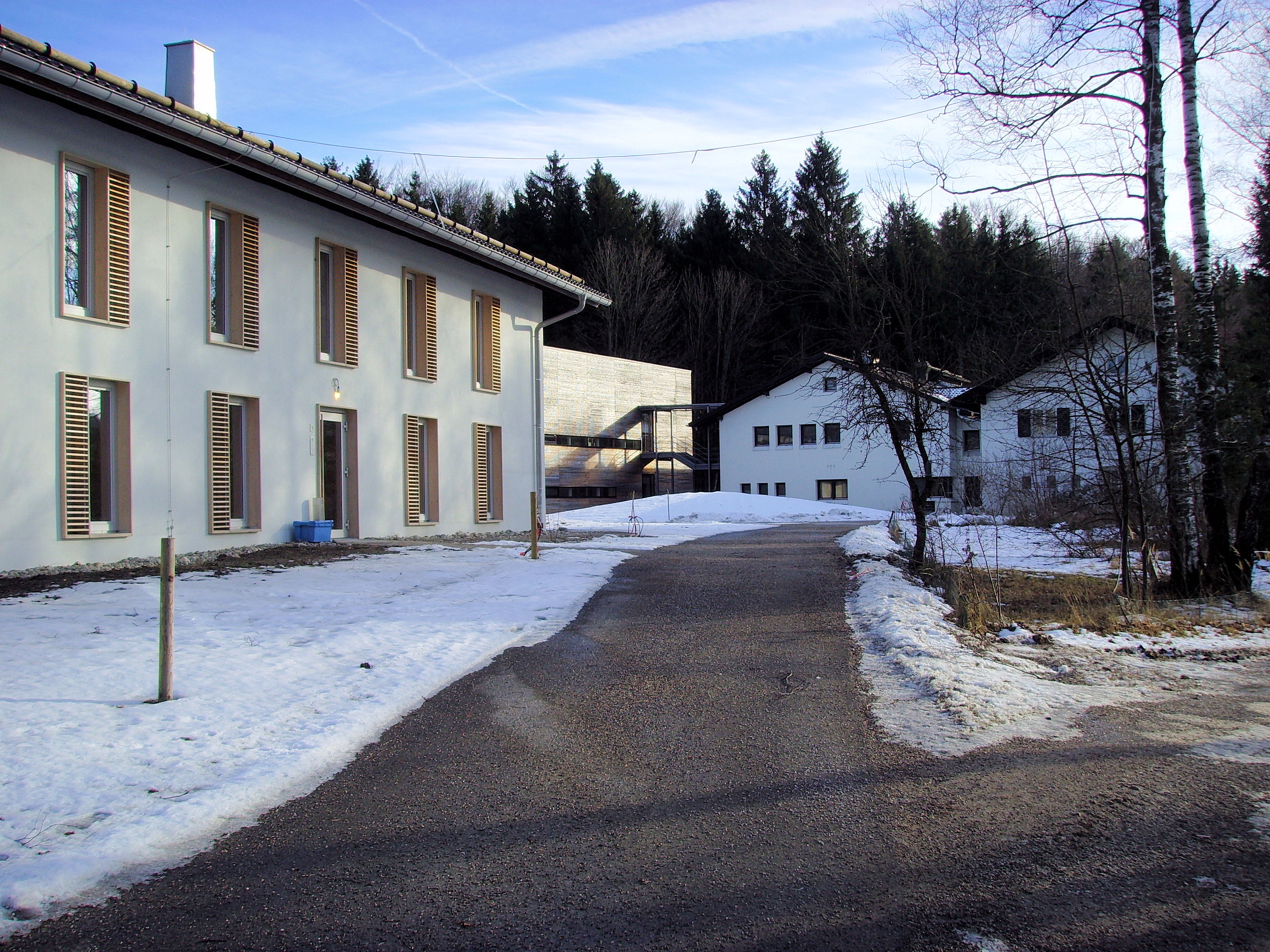
マックス・プランク行動生理学研究所

クラーゲンフルトの高校に通い、その後、ウィーン大学で生物学を学び、動物学研究所のウィルヘルム・キューネルトの研究グループで論文を執筆した。1959年には博士号を取得した。
ウィーンでの研究生活を終えると、ゲッティンゲン大学動物学研究所に勤務し、1963年にルートヴィヒ・マクシミリアン大学ミュンヘンでディートリッヒ・シュナイダーの研究グループに加わった。その2年後には、シュナイダーを追ってゼーヴィーズンのマックス・プランク研究所に移った。1974年、FAUに移り、昆虫のフェロモン、特にスカシバガ科の研究に従事した。
1983年には、フェロモン研究の分野での功績が認められ、ゲイ・リュサック・フンボルト賞（英語）を受賞した。彼は、合成されたフェロモンで誘引することによるクリアリングの研究の原動力となった。この方法でいくつかの新種が発見されている。プリーズナーは21種類のフェロモンを開発し、ほとんどすべての種類のスカシバガ科の昆虫を誘引することに成功した。
1994年7月、ガルミッシュ＝パルテンキルヒェンの山間部、プフレガーゼー周辺でのトラップによる昆虫採集から戻らず、行方不明となった。山岳救助隊により捜索活動が行われるも、発見されなかった。

## 出版物
- J. Boeckh, Ernst Priesner, D. Schneider, M. Jacobson: Olfactory Receptor Response to the Cockroach Sexual Attractant. In: Science. 141, 1963, S. 716–717, doi:10.1126/science.141.3582.716.
- Ernst Priesner: Die interspezifischen Wirkungen der Sexuallockstoffe der Saturniidae (Lepidoptera). In: Zeitschrift für vergleichende Physiologie. 61, 1968, S. 263–297, doi:10.1007/BF00428005.
- Karl-Ernst Kaissling, Ernst Priesner: Die Riechschwelle des Seidenspinners. In: Die Naturwissenschaften. 57, 1970, S. 23–28, doi:10.1007/BF00593550.
- Peter Witzgall, Ernst Priesner: Wind-tunnel study on attraction inhibitor in male Coleophora laricella Hbn. (Lepidoptera: Coleophoridae). In: Journal of Chemical Ecology. 17, 1991, S. 1355–1362, doi:10.1007/BF00983768.